# Prunay
Prunay is een gemeente in het Franse departement Marne (regio Grand Est). De plaats maakt deel uit van het arrondissement Reims. Prunay telde op 1 januari 2022 1.032 inwoners.

## Geografie
De oppervlakte van Prunay bedroeg op 1 januari 2022 18,41 vierkante kilometer; de bevolkingsdichtheid was toen 56,1 inwoners per km².

## Demografie
Onderstaande figuur toont het verloop van het inwonertal (bron: INSEE-tellingen).